# Askari Mohammadian
Askari Mohammadian (n. 2 martie 1963, Sari, Iran) este un luptător ce a reprezentat Iran, medaliat olimpic. A participat la 2 ediții ale Jocurilor Olimpice (1988, 1992) în care a câștigat două medalii de argint.